# اگنس دالستروم
اگنس دالستروم (انگلیسی: Agnes Dahlström؛ زادهٔ ۲۸ نوامبر ۱۹۹۱) بازیکن فوتبال اهل سوئد است.